# Rajd International Welsh 1973
Fram Castrol International Welsh Rally 1973 – 10 edycja rajdu samochodowego International Welsh Rally rozgrywanego w Wielkiej Brytanii. Rozgrywany był od 11 do 13 maja 1973 roku. Była to ósma runda Rajdowych Mistrzostw Europy w roku 1973 oraz piąta runda Rajdowych Mistrzostw Wielkiej Brytanii.

## Klasyfikacja rajdu
| Miejsce                                                    | Kierowca                                                   | Pilot                                                      | Samochód                                                   | Czas                                                       | Strata                                                     |                                                            |
| Klasyfikacja generalna, ERC i mistrzostw Wielkiej Brytanii | Klasyfikacja generalna, ERC i mistrzostw Wielkiej Brytanii | Klasyfikacja generalna, ERC i mistrzostw Wielkiej Brytanii | Klasyfikacja generalna, ERC i mistrzostw Wielkiej Brytanii | Klasyfikacja generalna, ERC i mistrzostw Wielkiej Brytanii | Klasyfikacja generalna, ERC i mistrzostw Wielkiej Brytanii | Klasyfikacja generalna, ERC i mistrzostw Wielkiej Brytanii |
| ---------------------------------------------------------- | ---------------------------------------------------------- | ---------------------------------------------------------- | ---------------------------------------------------------- | ---------------------------------------------------------- | ---------------------------------------------------------- | ---------------------------------------------------------- |
| 1.                                                         | Roger Clark                                                | Jim Porter                                                 | Ford Escort RS 1600 MKI                                    | 3:42:35                                                    | 0.0                                                        |                                                            |
| 2.                                                         | Per-Inge Walfridsson                                       | John Jensen                                                | Volvo 142                                                  | 3:49:07                                                    | +6:32                                                      |                                                            |
| 3.                                                         | Tony Fowkes                                                | Bryan Harris                                               | Ford Escort RS 1600 MKI                                    | 3:49:27                                                    | +6:52                                                      |                                                            |
| 4.                                                         | Jack Tordoff                                               | Brian Marchant                                             | Porsche 911 Carrera RS 2.7                                 | 3:52:04                                                    | +9:29                                                      |                                                            |
| 5.                                                         | Harold Morley                                              | Bob Lindquist                                              | Porsche Carrera                                            | 3:53:13                                                    | +10:38                                                     |                                                            |
| 6.                                                         | Cathal Curley                                              | Austin Frazer                                              | BMW 2002 Ti                                                | 3:54:40                                                    | +12:05                                                     |                                                            |
| 7.                                                         | Chris Beynon                                               | Lyn Andrews                                                | Ford Escort Twin Cam                                       | 3:57:31                                                    | +14:56                                                     |                                                            |
| 8.                                                         | Frank Pierson                                              | Colin Francis                                              | Ford Escort RS 1600 MKI                                    | 3:58:40                                                    | +16:05                                                     |                                                            |
| 9.                                                         | Andy Dawson                                                | Alex Jardine                                               | Alfa Romeo 2000 GTV                                        | 3:59:48                                                    | +17:13                                                     |                                                            |
| 10.                                                        | Bob Bean                                                   | Allan Greenwood                                            | Ford Escort Mexico                                         | 4:00:03                                                    | +17:28                                                     |                                                            |